# Rivière Blondeau (vattendrag i Kanada, lat 49,99, long -74,14)
Rivière Blondeau är ett vattendrag i Kanada.   Det ligger i provinsen Québec, i den östra delen av landet, 500 km norr om huvudstaden Ottawa.
Runt Rivière Blondeau är det glesbefolkat, med 11 invånare per kvadratkilometer.